# Myotis lavali
Myotis lavali — вид роду Нічниця (Myotis).

## Етимологія
Нічниця lavali названий на честь д-р Річард К. Лаваля (Richard K. LaVal), на знак визнання його важливого внеску в систематику Myotis. Його ревізія неотропічних нічниць залишається головним орієнтиром для таксономії роду в Південній і Центральній Америці.

## Морфологія
Кажан маленького розміру з довжиною передпліччя між 31,5 і 37 мм, довжиною вух від 11 до 14 мм і масою до 8 г.
Шерсть довга й шовковиста. Спинна частина світло-коричневого кольору з основою волосся коричневого кольору, у той час як черевна  частина жовтувато-коричневого кольору з основою волосся темно-коричневого кольору. Вуха нормального розміру, вузькі, трикутні з закругленими кінчиками. Козелки більше половини вуха, тонкі, злегка зігнуті вперед, з закругленим кінцем. Крилові мембрани прикріплені до задньої частини основи пальців, які є невеликими. Довгий хвіст повністю включений у велику хвостову мембрану, яка покрита на спинній поверхні золотим волосся аж до колін, і поширюючись до стегон.

## Поширення
Цей вид широко поширений в бразильських штатах Пернамбуку, Баїя, Сеара, Піауї та північно-західному і південно-східному Парагваї. Він живе в листяних лісах до 900 метрів над рівнем моря.

## Звички
Харчується комахами. Займає притулок поодинці або невеликими групами під дахами занедбаних будівель. Розмножується протягом будь-якого часу року.